# Zegris fausti
Zegris fausti är en fjärilsart som beskrevs av Hugo Theodor Christoph 1877. Zegris fausti ingår i släktet Zegris och familjen vitfjärilar.
Artens utbredningsområde är Turkmenistan. Inga underarter finns listade i Catalogue of Life.

## Bildgalleri

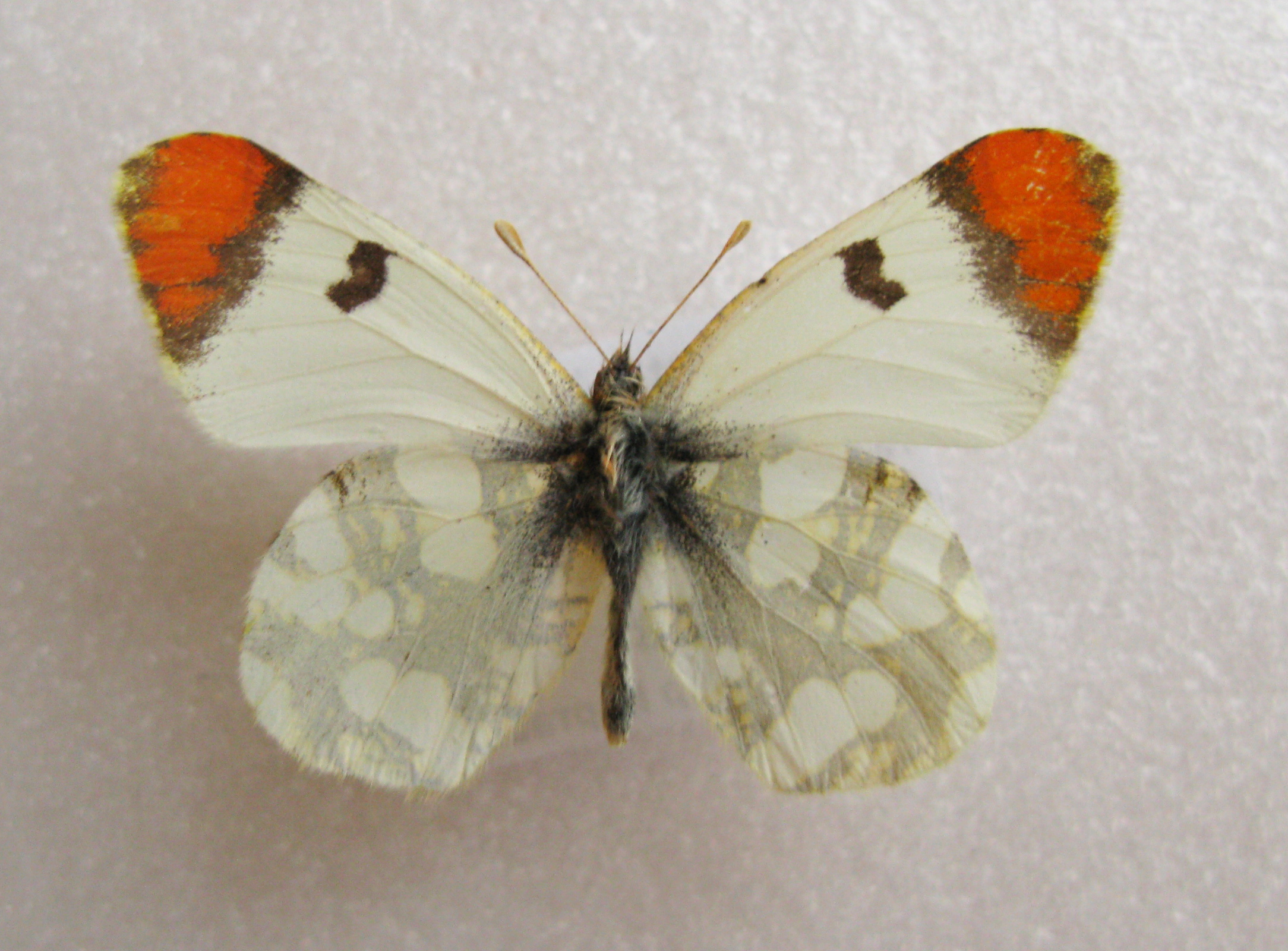